# Johann Joseph von Prechtl

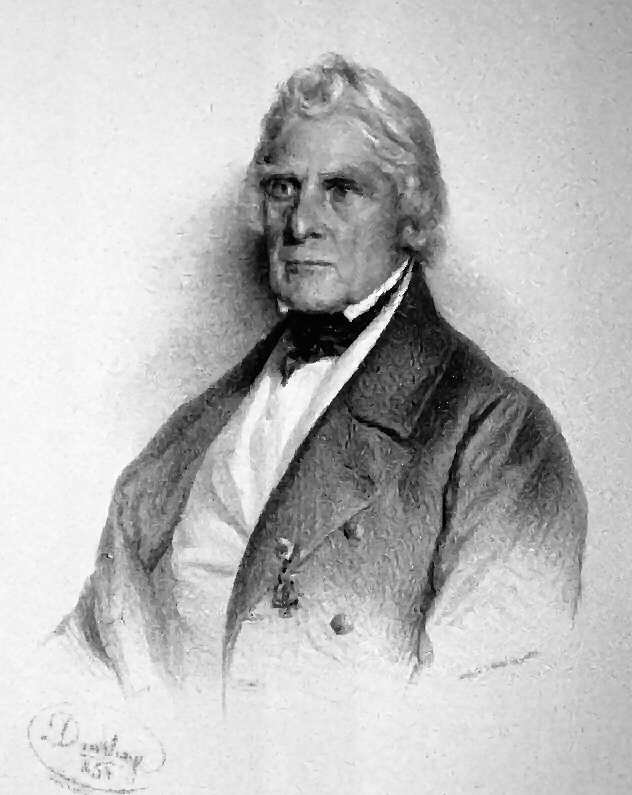
Johann Josef von Prechtl (1854)

Johann Joseph von Prechtl, född 16 november 1778 i Bischofsheim an der Rhön, Bayern, död 28 oktober 1854 i Wien, var en tysk-österrikisk ingenjör.
Prechtl väckte stor uppmärksamhet i Wien genom en avhandling om eldens fysik. Åren 1814–1849 var han direktor för Polytekniska institutet i Wien, vilket under hans ledning vann stort anseende. Hans förnämsta skrifter återfinns i "Technologische Encyklopädie" (20 band, 1830–1855) och i "Jahrbücher des kaiserlichen königlichen Polytechnischen Institutes in Wien" (20 band, 1819–1839).